# Aéroport d'Unst / Baltasound
L'aéroport de Unst, également appelé aéroport de Baltasound, est un aérodrome sans licence près de Baltasound, sur l'île d'Unst, dans les îles Shetland, en Écosse. L'aérodrome est mis en veille depuis 1996 et n'est désormais utilisé que par les services d'urgence. L'aéroport d'Unst est l'aérodrome le plus au nord du Royaume-Uni.

## L'histoire
L'aéroport d'Unst a été inauguré en août 1968, bien que son ouverture officielle ait eu lieu en 1970. L'aéroport a été construit par le 15 Field Squadron (Search) RE des Royal Engineers.

### Mise en veille
En 1996, les exploitants de plates-formes pétrolières ont décidé de concentrer leurs ressources à l' aéroport de Scatsta sur le continent Shetland. Les derniers vols réguliers vers l'aéroport ont été retirés le 29 mars 1996 et l'aéroport a été mis sous silence. Après la mise en veille de l'aéroport, la tour de contrôle et le terminal de l'aéroport ont été démolis.

## Utilisation actuelle
Actuellement, l'aéroport d'Unst n'est utilisé que par les services d'urgence pour des vols occasionnels d' ambulance aérienne. Il n'y a pas de vols réguliers opérant à partir de l'aéroport Unst.

## Avenir
En 2013, il a été rapporté que le géant pétrolier américain Chevron étudiait la possibilité de rouvrir l'aéroport pour une utilisation avec le champ pétrolier et gazier de Rosebank.